# 扎沃爾斯克洛
49°27′7″N 34°37′38″E / 49.45194°N 34.62722°E
扎沃爾斯克洛（烏克蘭語：Заворскло），是烏克蘭的村落，位於該國中部波爾塔瓦州，由波爾塔瓦區負責管轄，距離科澤利希納和皮薩里夫卡2.5公里，海拔高度84米，2001年人口665。